# 北条時茂
北条 時茂（ほうじょう ときしげ/ときもち）は、鎌倉時代中期の武将。北条氏の一門。北条重時の三男で母は正室の平基親の娘。常盤流北条氏（常盤家）の祖。六波羅探題北方。鎌倉幕府第8代執権・北条時宗の母方の叔父にあたる。鎌倉郡常盤郷に屋敷を構えたため常盤 時茂（ときわ ときしげ/ときもち）とも称される。

## 略歴
『吾妻鏡』に見る初出記事は建長2年（1250年）正月3日の垸飯で、時茂は一御馬を担当した（10歳）。また、同4年（1252年）4月の新将軍宗尊親王の鎌倉到着に際しては迎えの行列に加わっている（12歳）。同6年（1254年）3月20日、服喪中の北条実時に代わって、小侍所の別当となる（14歳）。
建長8年（1256年）4月、同母兄である長時の後任として、六波羅探題北方となり上洛（16歳）。父重時の筆になる有名な「極楽寺殿御消息」はこの時に時茂に与えられたものと考えられる。正嘉元年（1257年）2月22日、従五位下左近将藍（17歳）。弘長元年（1261年）11月、父重時死去。同3年（1263年）8月には、摂津・若狭2カ国の守護在職が知られる（23歳）。また、同年11月の時頼の死去に際しては一旦鎌倉に戻っている。文永元年（1264年）8月、兄長時死去。また、この年には10年以上不在であった六波羅探題南方に得宗北条時宗の異母兄時輔を迎えた。同3年（1266年）7月20日、廃されて鎌倉から離れた前将軍宗尊親王を自らの六波羅邸に迎えた。同4年（1267年）10月23日陸奥守（27歳）。同7年（1270年）正月27日、六波羅探題在任中に京都において死去（30歳）。六波羅探題の在職は15年に及んだ。父重時、兄長時とあわせて重時流が40年間六波羅探題北方を担当したことになる。
和歌もよくし、勅撰集である『続古今和歌集』『続拾遺和歌集』『新後撰和歌集』に合わせて4種載せられている。子に時範、政茂、貞茂のほか女子2人が知られる。後に六波羅を滅ぼす足利尊氏は曾孫にあたる。